# 박규점
박규점(1956년 4월 13일 ~ )은 대한민국의 배우이다.
- 원래 1980년 북아메리카 미국으로 이민하여 미국 로스앤젤레스에서 연극배우를 했었다.
- 1990년 대한민국 인천광역시로 돌아온 뒤 연극배우로 다시 데뷔 하였다.

## 학력
- 인천대학교 법학과 학사
- 명지대학교 정보산업대학원 공학석사

## 출연작

### 텔레비전 드라마
- 《여자》 (1997년)
- 《남자 셋 여자 셋》 (1997년) - 우희진 고모부 박윤배의 5촌 종숙부(五寸 從叔父) 박규점 역으로 단역
- 《여자 대 여자》 (1998년)
- 《장미와 콩나물》 (1999년)
- 《국희》 (1999년)
- 《허준》 (1999년) - 의원 역
- 《꼭지》 (2000년) - 21회 김지연 교통사고의 담당의사 역
- 《덕이》 (2000년)
- 《부부클리닉 사랑과 전쟁》 (2000년)
- 《황금시대》 (2000년)
- 《시트콤 세 친구》 (2000년) - 윤다훈과 박상면과 정웅인의 문화고등학교 2학년 때 공통수학 선생님 박규점 역으로 단역
- 《상도》 (2001년)
- 《웬만해선 그들을 막을 수 없다》 (2001년)
- 《그대를 알고부터》 (2002년)
- 《야인시대》 (2002년)
- 《시트콤 연인들》 (2002년) - 김경식 (카메오 단역)의 아버지인 재벌 회장 김규점 역으로 단역
- 《해 뜨는 집》 (2002년)
- 《시트콤 똑바로 살아라》 (2002년)
- 《올인》 (2003년) - 한동준 역
- 《분이》 (2003년)
- 《다모》 (2003년)
- 《대장금》 (2003년)
- 《백수탈출》 (2003년)
- 《천국의 계단》 (2003년)
- 《나는 이혼하지 않는다》 (2003년)
- 《실화극장 죄와 벌》 - 박판사 (47~72회)
- 《흥부네 박터졌네》 (2003년~2004년)
- 《발리에서 생긴 일》 (2004년) - 최 이사 역
- 《낭랑 18세》 (2004년) - 윤정숙의 아버지 역
- 《장길산》 (2004년)
- 《왕꽃 선녀님》 (2004년~2005년) - 태극선녀네에서 행패부리는 남자 역
- 《영웅시대》 (2004년)
- 《두번째 프러포즈》 (2004년)
- 《해신》 (2004년) - 자미부인을 소개하는 사내 역
- 《폭풍 속으로》 (2004년) - 한기열 역
- 《파리의 연인》 (2004년) - 김 변호사 역
- 《아일랜드》 (2004년)
- 《애정의 조건》 (2004년)
- 《쾌걸춘향》 (2005년) - 김 국장 역
- 《그린 로즈》 (2005년)
- 《제5공화국》 (2005년) - 최광수 역
- 《돌아온 싱글》 (2005년)
- 《신돈》 (2005년)
- 《그 여자》 (2005년)
- 《서울 1945》 (2006년)
- 《이제 사랑은 끝났다》 (2006년)
- 《주몽》 (2006년)
- 《위대한 유산》 (2006년)
- 《대조영》 (2006년)
- 《거침없이 하이킥》 (2007년)
- 《에어시티》 (2007년)
- 《왕과 나》 (2007년) - 어의,류순정 역
- 《이산》 (2007년)
- 《누구세요》 (2008년)
- 《최강칠우》 (2008년)
- 《너는 내 운명》 (2008년)
- 《신의 저울》 (2008년) - 면접관 역
- 《돌아온 일지매》 (2009년)
- 《솔약국집 아들들》 (2009년) - 재수학원 선생님 역
- 《찬란한 유산》 (2009년) - 이사장 역
- 《히어로》 (2009년)
- 《거상 김만덕》 (2010년)
- 《동이》 (2010년)
- 《자이언트》 (2010년) - 박용선 의원 역
- 《나는 별일 없이 산다》 (2010년)
- 《대물》 (2010년)
- 《시크릿 가든》 (2010년)
- 《역전의 여왕》 (2010년)
- 《근초고왕》 (2010년)
- 《신기생뎐》 (2011년) - 부용각 손님 역
- 《파라다이스 목장》 (2011년) - 변호사 역
- 《반짝반짝 빛나는》 (2011년) - 안과의사 역
- 《강력반》 (2011년) - 김홍태 역
- 《시티헌터》 (2011년) - 국회의원 역
- 《우리집 여자들》 (2011년)
- 《여인의 향기》 (2011년) - 판사 역
- 《내 딸 꽃님이》 (2011년~2012년) - 지센그룹 이사 역
- 《인수대비》 (2012년) - 윤자운 역
- 《보통의 연애》 (2012년) - 김윤혜 첫사랑의 아버지 역
- 《인현왕후의 남자》 (2012년) - 어의 역
- 《신사의 품격》 (2012년) - 클라이언트 역
- 《각시탈》 (2012년)
- 《별도 달도 따줄게》 (2012년)
- 《내 딸 서영이》 (2012년~2013년) - 강기범과 최민석의 친구 역
- 《궁중잔혹사: 꽃들의 전쟁》 (2013년)
- 《운명처럼 널 사랑해》 (2014년) - 행사장에 참석한 남자 역
- 《전설의 마녀》 (2014년~2015년) - 신화그룹의 임원 역
- 《징비록》 (2015년)
- 《어셈블리》 (2015년)
- 《파랑새의 집》 (2015년)
- 《우리집 꿀단지》 (2015년)
- 《별이 되어 빛나리》 (2015년)
- 《대박》 (2016년)
- 《신데렐라와 네명의 기사》 (2016년)
- 《별난가족》 (2016년)
- 《월계수 양복점 신사들》 (2017년)
- 《그 여자의 바다》 (2017년)
- 《품위있는 그녀》 (2017년)
- 《밥상 차리는 남자》 (2017년)
- 《너의 등짝에 스매싱》 (2017년)
- 《파도야 파도야》 (2018년)

### 교양
- 《실화극장 죄와 벌》 (2003년)

### 영화
- 《일단 뛰어》 (2002년)